# Carnival Vista
El Carnival Vista es un crucero de la clase Vista operado por Carnival Cruise Line. Es el barco líder de su clase homónima, que incluye dos barcos Carnival adicionales, Carnival Horizon y Carnival Panorama, así como otros dos barcos de Costa Cruceros: Costa Venezia y Costa Firenze.